# Коморо (княжество)
Княжество Коморо (яп. 小諸藩 Коморо-хан) — феодальное княжество (хан) в Японии периода Эдо (1590—1871). Коморо-хан располагался в провинции Синано (современная префектура Нагано) на острове Хонсю.

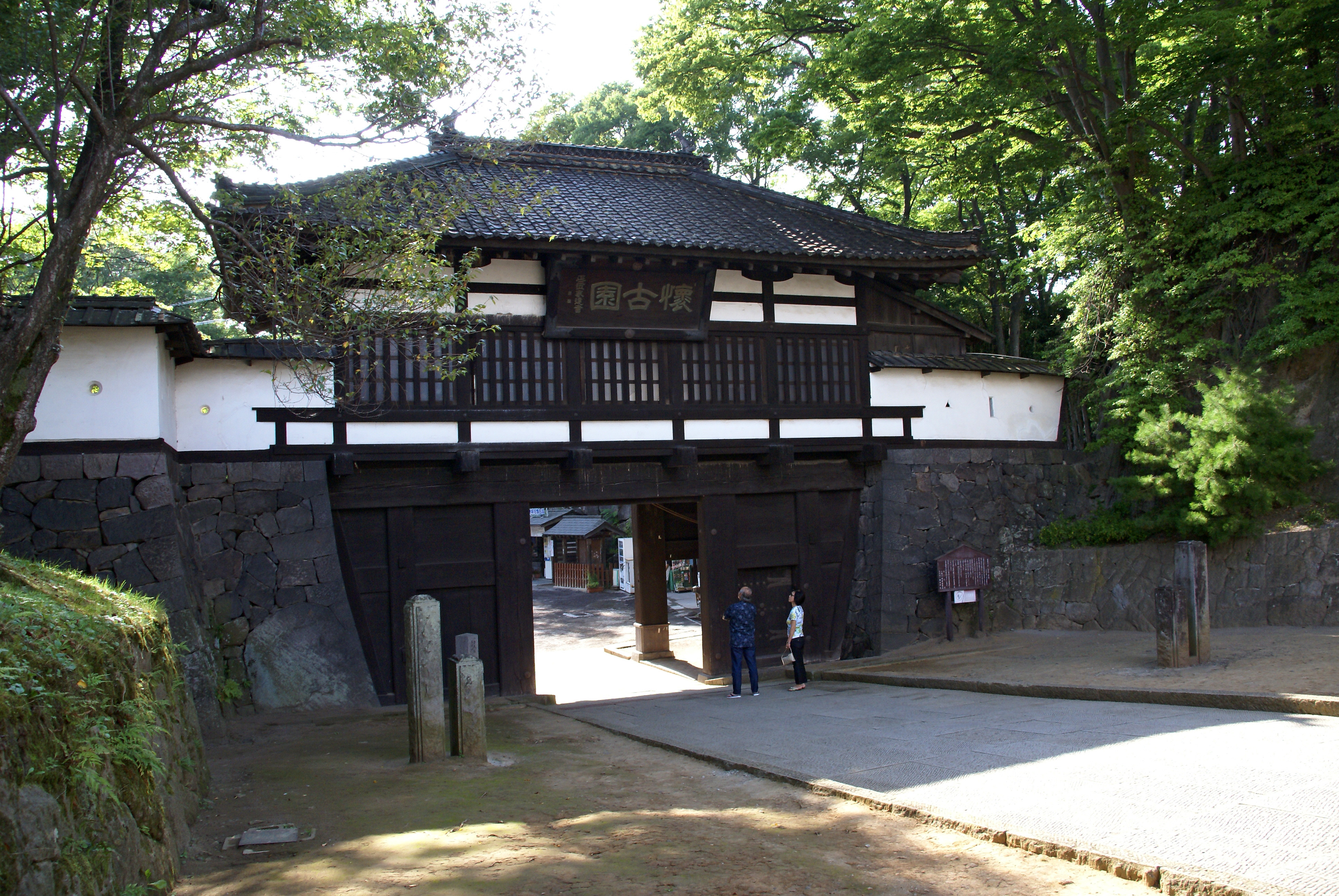
Замок Коморо, административный центр Коморо-хана

Административный центр хана: Замок Коморо в провинции Синано (современный город Коморо в префектуре Нагано).

## История

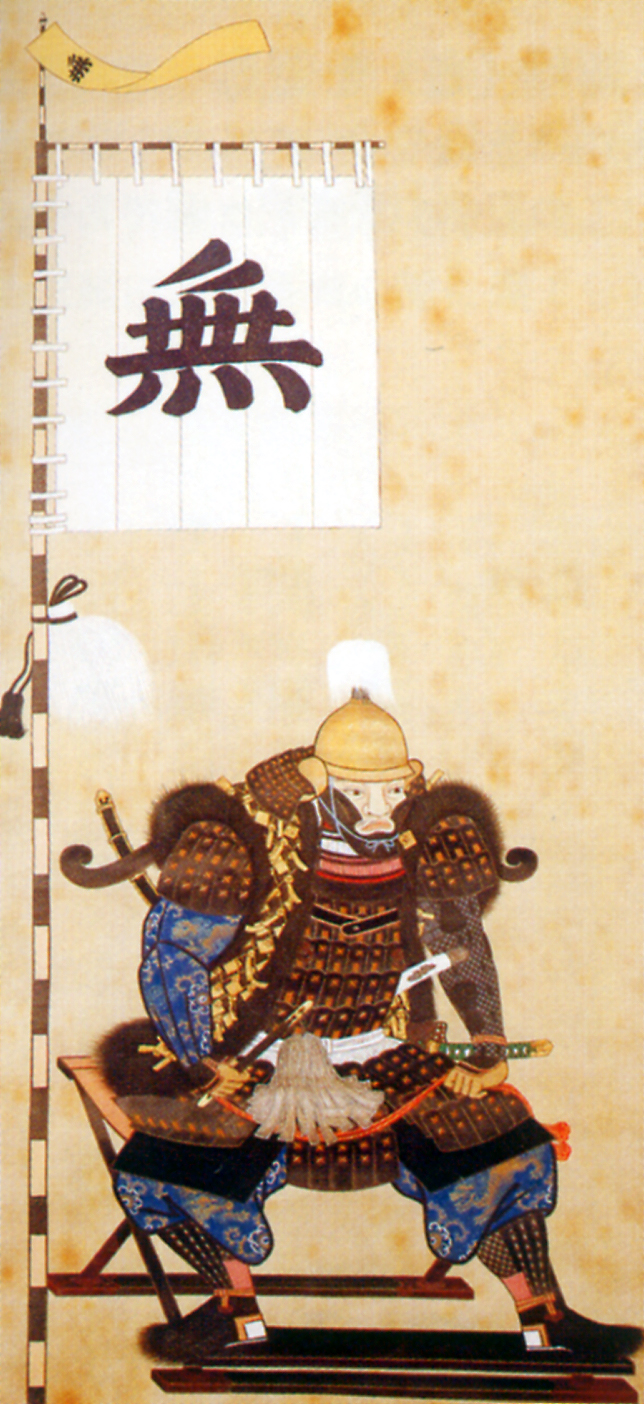
Сэнгоку Хидэхиса, 1-й даймё Коморо-хана

В период Сэнгоку за область, которая позднее стала Коморо-ханом, вели борьбу кланы Уэсуги, Такэда и Го-Ходзё. В 1590 году после взятия замка Одавара Тоётоми Хидэёси ликвидировал клан Го-Ходзё и передал во владение Коморо-хан (50 000 коку) Сэнгоку Хидэхисе (1552—1614). В 1600 году после битвы при Сэкигахаре он был утвержден в занимаемой должности Токугава Иэясу. Его третий сын и преемник, Сэнгоку Тадамаса (1578—1628), в 1622 году был переведен в Уэда-хан в провинции Синано.
В 1622—1624 годах Коморо-хан входил в состав княжества Кофу, но в 1624 году он был восстановлен в качестве независимого княжества для Мацудайры Норинаги (1620—1647), который ранее правил в Огаки-хане в провинции Мино. Мацудайра Норинага скончался без наследника, в 1647—1648 годах княжество Коморо входило в состав Мацумото-хана.
В 1648 году новым правителем Коморо-хана стал Аояма Мунетоси (1604—1679), который ранее являлся хатамото. В 1662 году он был назначен дзёдаем Осакского замка (1662—1678), а Коморо-хан получил во владение Сакаи Тадаёси (1628—1705), ранее правивший в Исэсаки-хане в провинции Кодзукэ. В 1679 году Сакаи Тадаёси был переведен в Танака-хан в провинции Суруга. Следующим правителем княжества стал Нисио Таданари (1653—1713), ранее сидевший в Танака-хане. Он приложил большие усилия для улучшения положения домена из-за плохого управления Сакаи Тадаёси, но в 1682 году был переведен в Ёкосука-хан в провинции Тотоми.
В 1682—1697 годах Коморо-хан принадлежал младшей линии рода Мацудайра. В 1682 году в Коморо-хан был переведен Мацудайра Норимаса (1637—1684). Ему наследовал его старший сын, Мацудайра Норитада (1674—1717), который в 1696 году был переведен в Ивамура-хан в провинции Мино.
В 1696 году новым правителем Коморо-хана был поставлен Макино Ясусигэ (1677—1723), ранее правивший в Ёита-хане в провинции Этиго. Его потомки управляли княжеством вплоть до Реставрации Мэйдзи.
Во время Войны Босин Макино Ясумаса, 10-й даймё Коморо-хана (1863—1871), перешел на сторону императорского правительства Мэйдзи, участвовал в битве при Нокуэцу и был назначен для охраны дороги Усуи-Пасс. В сентябре 1869 года он был вынужден подать в отставку после государственного переворота в его собственном княжестве.
В июле 1871 года после административно-политической реформы Коморо-хан был ликвидирован. Первоначально на территории бывшего княжества была организована префектура Коморо, которая позднее стала частью современной префектуры Нагано.

## Список даймё
| #                                        | Имя и годы жизни                              | Годы правления | Титул                     | Ранг                    | Кокудара            |
| ---------------------------------------- | --------------------------------------------- | -------------- | ------------------------- | ----------------------- | ------------------- |
| Род Сэнгоку (тодзама) 1590—1622          |                                               |                |                           |                         |                     |
| 1                                        | Сэнгоку Хидэхиса (1552-1614) (яп. 仙石秀久)   | 1590-1614      | Этидзэн-но-ками (越前守)  | Пятый нижний (従五位下) | 50,000 коку         |
| 2                                        | Сэнгоку Тадамаса (1578-1628) (яп. 仙石忠政)   | 1614-1622      | Хёбу-но-дайфу (兵部大輔)  | Пятый нижний (従五位下) | 50,000 коку         |
| Кофу (княжество) 1622—1624               |                                               |                |                           |                         |                     |
| Род Мацудайра (фудай) 1590—1622          |                                               |                |                           |                         |                     |
| 1                                        | Мацудайра Норинага (1620-1647) (яп. 松平憲良) | 1624-1647      | Инаба-но-ками (因幡守)    | Пятый нижний (従五位下) | 50,000->45,000 коку |
| Мацумото (княжество) 1647—1648           |                                               |                |                           |                         |                     |
| Род Аояма (фудай) 1648—1662              |                                               |                |                           |                         |                     |
| 1                                        | Аояма Мунетоси (1604-1679) (яп. 青山宗俊)     | 1648-1662      | Инаба-но-ками (因幡守)    | Пятый нижний (従五位下) | 42,000 коку         |
| Род Сакаи 1662—1679 (фудай)              |                                               |                |                           |                         |                     |
| 1                                        | Сакаи Тадаёси (1628-1705) (яп. 酒井忠能)      | 1662-1679      | Хюга-но-ками (日向守)     | Пятый нижний (従五位下) | 30,000 коку         |
| Род Нисио 1679—1682 (фудай)              |                                               |                |                           |                         |                     |
| 1                                        | Нисио Таданари (1653-1713) (яп. 西尾忠成)     | 1679-1682      | Оки-но-ками (隠岐守)      | Пятый нижний (従五位下) | 25,000 коку         |
| Мацудайра (ветвь Огю), 1682—1696 (фудай) |                                               |                |                           |                         |                     |
| 1                                        | Мацудайра Норимаса (1637-1684) (яп. 松平乗政) | 1682-1684      | Мимасака-но-ками (美作守) | Пятый нижний (従五位下) | 20,000 коку         |
| 2                                        | Мацудайра Норитада (1674-1717) (яп. 松平乗紀) | 1684-1696      | Ното-но-ками (能登守)     | Пятый нижний (従五位下) | 20,000 коку         |
| Род Макино (фудай) 1696—1871             |                                               |                |                           |                         |                     |
| 1                                        | Макино Ясусигэ (1677-1723) (яп. 牧野康重)     | 1696-1722      | Суо-но-ками (周防守))     | Пятый нижний (従五位下) | 15,000 коку         |
| 2                                        | Макино Ясутика (1707-1758) (яп. 牧野康周)     | 1722-1758      | Найдзэн-но-ками (内膳正)  | Пятый нижний (従五位下) | 15,000 коку         |
| 3                                        | Макино Ясумицу (1732-1801) (яп. 牧野康満)     | 1758-1784      | Тотоми-но-ками (遠江守)   | Пятый нижний (従五位下) | 15,000 коку         |
| 4                                        | Макино Ясуёри (1750-1794) (яп. 牧野康陛)      | 1784-1794      | Суо-но-ками (周防守)      | Пятый нижний (従五位下) | 15,000 коку         |
| 5                                        | Макино Ясутомо (1773-1800) (яп. 牧野康儔)     | 1794-1800      | Найдзэн-но-ками (内膳正)  | Пятый нижний (従五位下) | 15,000 коку         |
| 6                                        | Макино Ясунага (1796-1868) (яп. 牧野康長)     | 1800-1819      | Найдзэн-но-ками (内膳正)  | Пятый нижний (従五位下) | 15,000 коку         |
| 7                                        | Макино Ясуакира (1800-1827) (яп. 牧野康明)    | 1819-1827      | Суо-но-ками (周防守)      | Пятый нижний (従五位下) | 15,000 коку         |
| 8                                        | Макино Ясунори (1809-1832) (яп. 牧野康命)     | 1827-1832      | Тотоми-но-ками (遠江守)   | Пятый нижний (従五位下) | 15,000 коку         |
| 9                                        | Макино Ясутоси (1818-1863) (яп. 牧野康哉)     | 1832-1863      | Тотоми-но-ками (遠江守)   | Пятый нижний (従五位下) | 15,000 коку         |
| 10                                       | Макино Ясумаса (1841-1918) (яп. 牧野康済)     | 1863-1871      | Тотоми-но-ками (遠江守)   | Пятый нижний (従五位下) | 15,000 коку         |